# ARIGATO 30 MILLION COPIES -BEST OF TK WORKS
『ARIGATO 30 MILLION COPIES - BEST OF TK WORKS』（アリガトウ・サーティ・ミリオン・コピー・ベスト・オブ・ティーケー・ワークス）は、小室哲哉がプロデュースもしくは楽曲提供をした曲の中から41曲を3枚組みに収めたコンピレーション・アルバム。

## 概要
ソニーミュージック、エイベックス、ポニーキャニオンなどのさまざまなレコード会社からのシングルを集めたものとなっている。DISC1はドラマ・映画タイアップ曲、DISC2はCMソング楽曲、DISC3は小室自身が選んだ楽曲となっている。
いずれの楽曲もシングルトラックで収録されている。

## 収録曲

### DISC 1
1. survival dAnce 〜no no cry more〜 / trf
作詞・作曲・編曲：小室哲哉
2. 恋しさと せつなさと 心強さと / 篠原涼子 with t.komuro
作詞・作曲・編曲：小室哲哉
3. CRAZY GONNA CRAZY / trf
作詞・作曲・編曲：小室哲哉
4. Feel Like dance / globe
作詞・作曲・編曲：小室哲哉
5. Chase the Chance / 安室奈美恵
作詞：小室哲哉・前田たかひろ、作曲・編曲：小室哲哉
6. FRIENDSHIP / H Jungle with t
作詞・作曲・編曲：小室哲哉
7. more kiss / dos
作詞：前田たかひろ、作曲・編曲：小室哲哉
8. FACE / globe
作詞：小室哲哉・MARC、作曲・編曲：小室哲哉
9. CAN YOU CELEBRATE? / 安室奈美恵
作詞・作曲・編曲：小室哲哉
10. Wanderin' Destiny / globe
作詞：小室哲哉・MARC、作曲・編曲：小室哲哉
11. oh-darling / convertible
作詞：MARC・小室哲哉、作曲・編曲：小室哲哉
12. 海とあなたの物語 / 未来玲可
作詞：小室哲哉・MARC、作曲・編曲：小室哲哉
13. I HAVE NEVER SEEN / 安室奈美恵
作詞・作曲・編曲：小室哲哉
14. Girls, be ambitious! / Kiss Destination
作詞・作曲・編曲：小室哲哉

### DISC 2
1. EZ DO DANCE / trf
作詞・作曲・編曲：小室哲哉
2. BOY MEETS GIRL / trf
作詞・作曲・編曲：小室哲哉
3. Happy wake up! / 観月ありさ
作詞・作曲：小室哲哉、編曲：小室哲哉・久保こーじ
4. もっと もっと… / 篠原涼子 with t.komuro
作詞・作曲：小室哲哉、編曲：小室哲哉・久保こーじ
5. CANDY GIRL / hitomi
作詞：hitomi、作曲：小室哲哉、編曲：小室哲哉・久保こーじ
6. I BELIEVE / 華原朋美
作詞・作曲・編曲：小室哲哉
7. DEPARTURES / globe
作詞・作曲・編曲：小室哲哉
8. I'm proud / 華原朋美
作詞・作曲・編曲：小室哲哉
9. Don't wanna cry / 安室奈美恵
作詞：小室哲哉・前田たかひろ、作曲・編曲：小室哲哉
10. Close to the night / 大賀埜々
作詞・作曲・編曲：小室哲哉・木根尚登
11. save your dream / 華原朋美
作詞・作曲・編曲：小室哲哉
12. BUSY NOW / hitomi
作詞：hitomi・前田たかひろ、作曲・編曲：久保こーじ
13. alone in my room / 鈴木あみ
作詞：小室哲哉・MARC、作曲・編曲：小室哲哉
14. FUTURE OF THE DAY / Kiss Destination
作詞：小室哲哉・吉田麻美（Rap詞：Lisa Wilson）、作曲・編曲：小室哲哉

### DISC 3
1. 寒い夜だから… / trf
作詞・作曲・編曲：小室哲哉
2. rescue me / EUROGROOVE guest vocal DANNII MINOGUE
作詞：Dannii Minogue・Jeoy Johnson・Dee Wright、作曲・編曲：小室哲哉
3. WOW WAR TONIGHT 〜時には起こせよムーヴメント～ / H Jungle With t
作詞・作曲：小室哲哉、編曲：小室哲哉・久保こーじ
4. GOING GOING HOME / H Jungle With t
作詞・作曲：小室哲哉、編曲：小室哲哉・久保こーじ
5. Baby baby baby / dos
作詞：小室哲哉・前田たかひろ、作曲・編曲：小室哲哉
6. LOVE BRACE / 華原朋美
作詞・作曲・編曲：小室哲哉
7. SWEET 19 BLUES / 安室奈美恵
作詞・作曲・編曲：小室哲哉
8. by myself / hitomi
作詞：hitomi、作曲・編曲：小室哲哉
9. Is this love / globe
作詞：小室哲哉・MARC、作曲・編曲：小室哲哉
10. YOU ARE THE ONE / TK PRESENTS
作詞：小室哲哉・MARC・DJ KOO・hitomi、作曲・編曲：小室哲哉
11. 10 TO 10 / TK PRODUCT featuring asami
作詞：小室哲哉・MARC、作曲・編曲：小室哲哉
12. love the island / 鈴木あみ
作詞：小室哲哉・MARC、作曲・編曲：小室哲哉
13. HEARTS / tohko
作詞：MARC、作曲：小室哲哉、編曲：久保こーじ